# Parti vakond
A parti vakond (Scapanus orarius) az emlősök (Mammalia) osztályának Eulipotyphla rendjébe, ezen belül a vakondfélék (Talpidae) családjába tartozó faj.

## Előfordulása
Brit Columbia déli részétől Észak-Kaliforniáig megtalálható.

## Alfajai
- Scapanus orarius orarius True, 1896
- Scapanus orarius schefferi Jackson, 1915 - szinonimája: Scapanus orarius yakimensis Dalquest & Scheffer, 1944

## Megjelenése
Bundája fekete, farka csupasz. Fej-testhossza 16 centiméter, farokhossza 3 centiméter és testtömege 62 gramm. Koponyája hosszúkás és keskeny.

## Életmódja
Üreglakó állatként puha, azonban jó lefolyású talajokra van szüksége. Főleg a nyílt alföldeken és kultúrtájakon található meg, de a sűrű lombhullató erdő és a hegyvidéki fenyőerdők talajában is fellelhető. Földigilisztákkal és egyéb talajlakó gerinctelenekkel táplálkozik. Egész évben tevékeny és magányos, általában éjszaka mozog.

## Szaporodása
A szaporodási időszaka január végétől kora márciusig tart. A nőstény évente egy alomnak ad életet. A kis vakondok 9-10 hónaposan válnak ivaréretté.

### Fordítás
- Ez a szócikk részben vagy egészben  a   Coast mole című angol Wikipédia-szócikk ezen változatának fordításán alapul.  Az eredeti cikk szerkesztőit annak laptörténete sorolja fel. Ez a jelzés csupán a megfogalmazás eredetét és a szerzői jogokat jelzi, nem szolgál a cikkben szereplő információk forrásmegjelöléseként.